# Men Marz

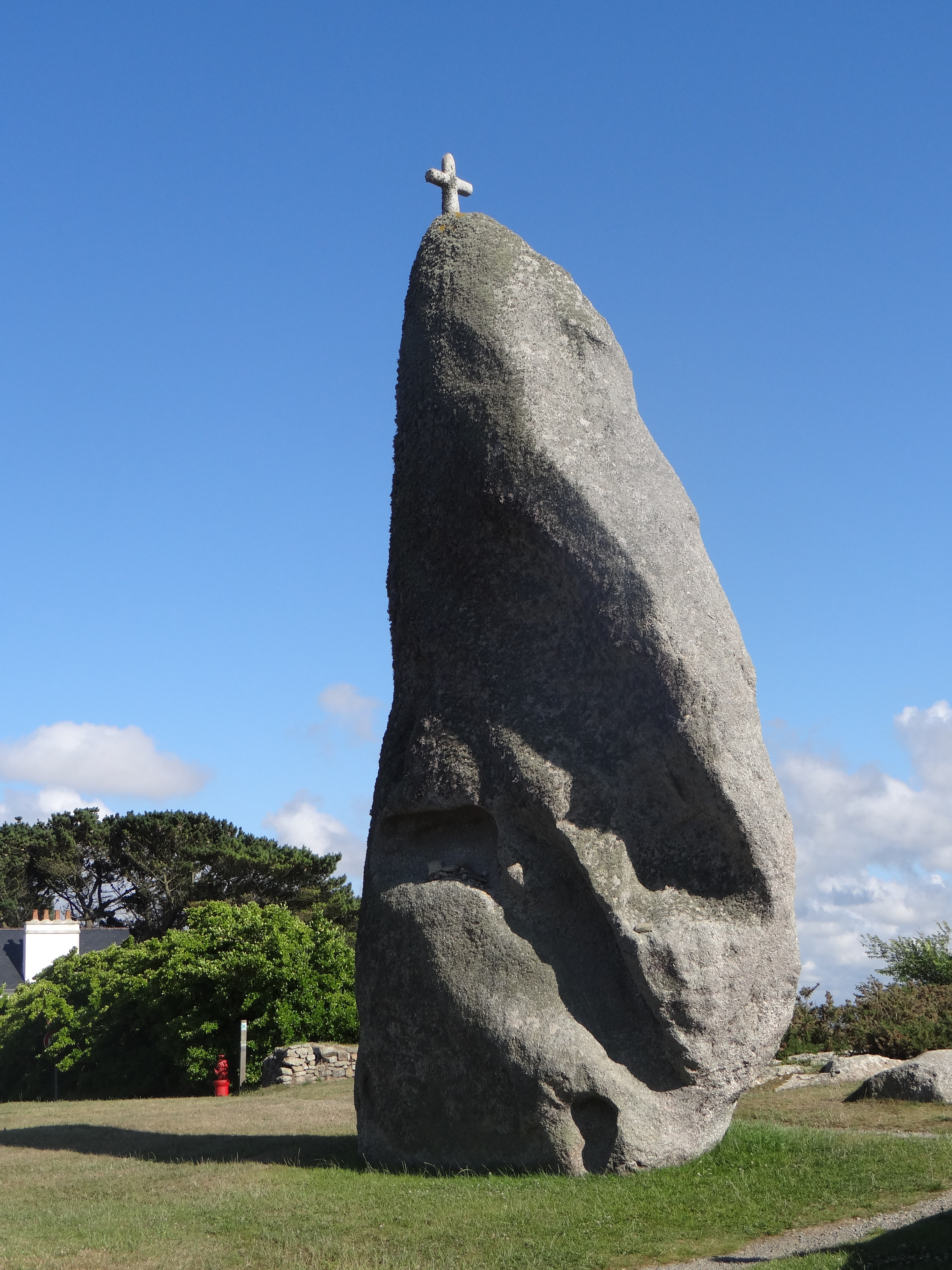
Men Marz

Men Marz – neolityczny menhir znajdujący się w miejscowości Brignogan-Plage we francuskiej Bretanii. Od 1887 roku posiada status monument historique.
Głaz ma 8,50 m wysokości i jest jednym z najwyższych menhirów we Francji. Jego waga wynosi 80 ton. W przeciwieństwie do większości menhirów nie jest wkopany w ziemię. Z kamieniem związana jest sięgająca średniowiecza legenda o świętym Pawle Aurelianie, który miał w tym miejscu zatrzymać pochłaniające brzeg morskie fale, o czym przypomina umieszczony na jego szczycie krzyż. Mniej więcej w połowie menhiru znajduje się przewężenie tworzące występ, na który dawniej młode dziewczęta rzucały kamienie. Jeżeli trafiły, wróżyło im to wyjście za mąż w przeciągu roku.